# Tico Tico Show
Tico Tico Show was een animatronicsshow in het Belgische dieren- en attractiepark Bellewaerde Park.
De attractie was gevestigd in het gebouw waar tegenwoordig de 4D-cinema te vinden is, op het Mexicaanse plein van het park. De attractie werd er gebouwd in 1986. Er waren geautomatiseerde animatronics te zien die bewogen op muziek. In 2002 werd besloten de attractie niet langer te openen, omdat ze verouderd en versleten was. In 2005 werd uiteindelijk het gebouw leeggemaakt voor de bouw van de 4D-cinema, die sinds 2006 geopend is.

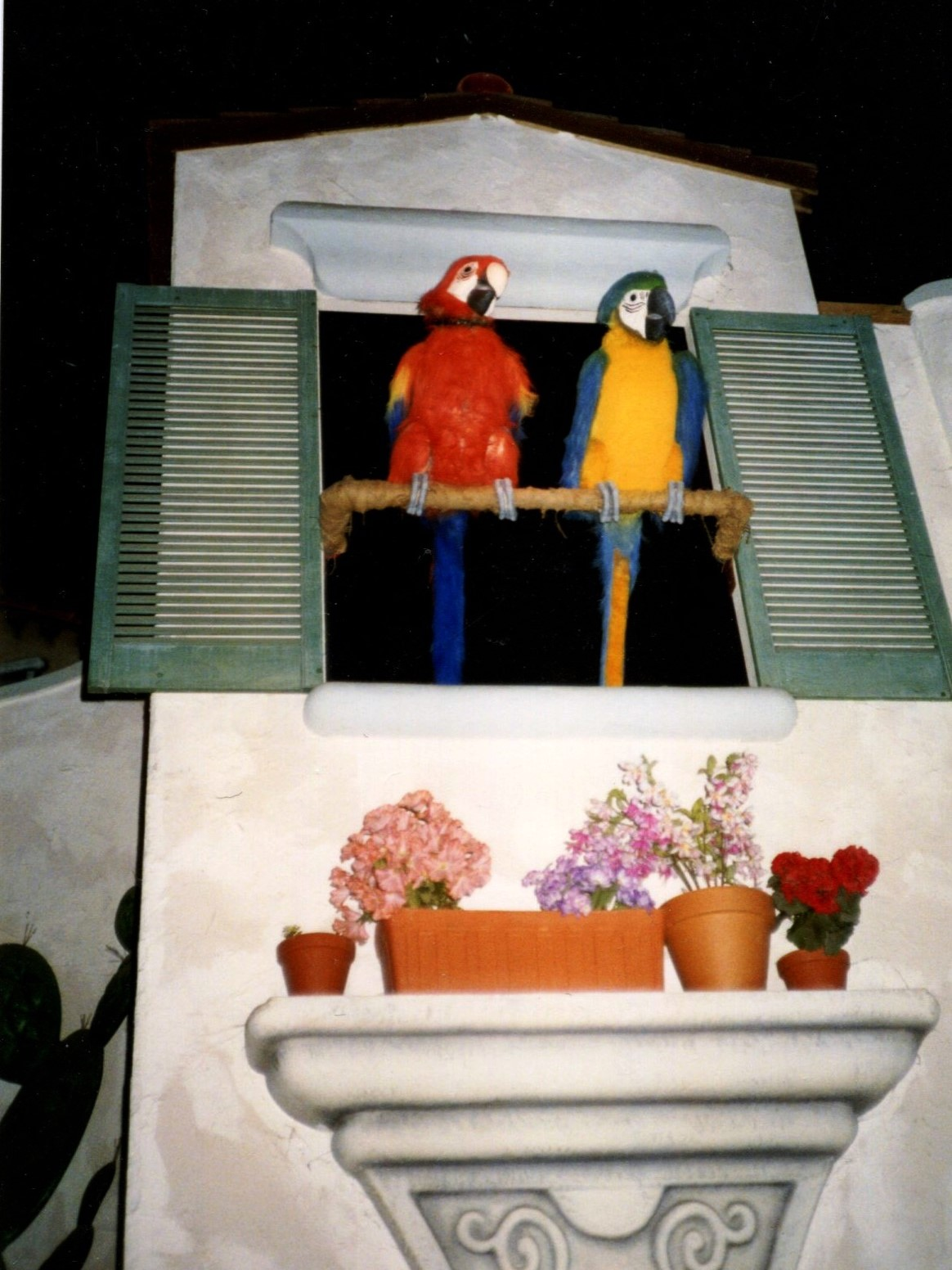
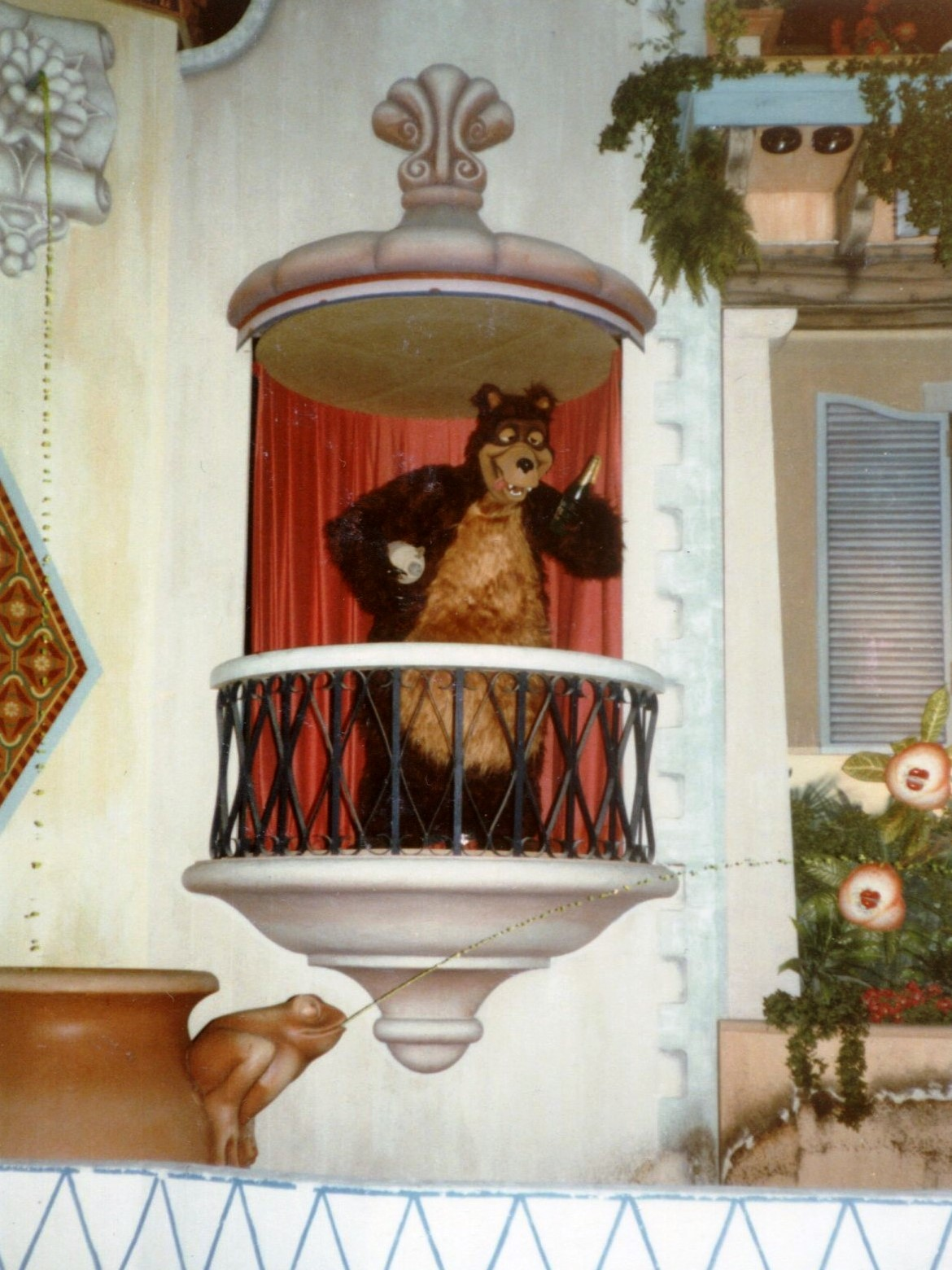
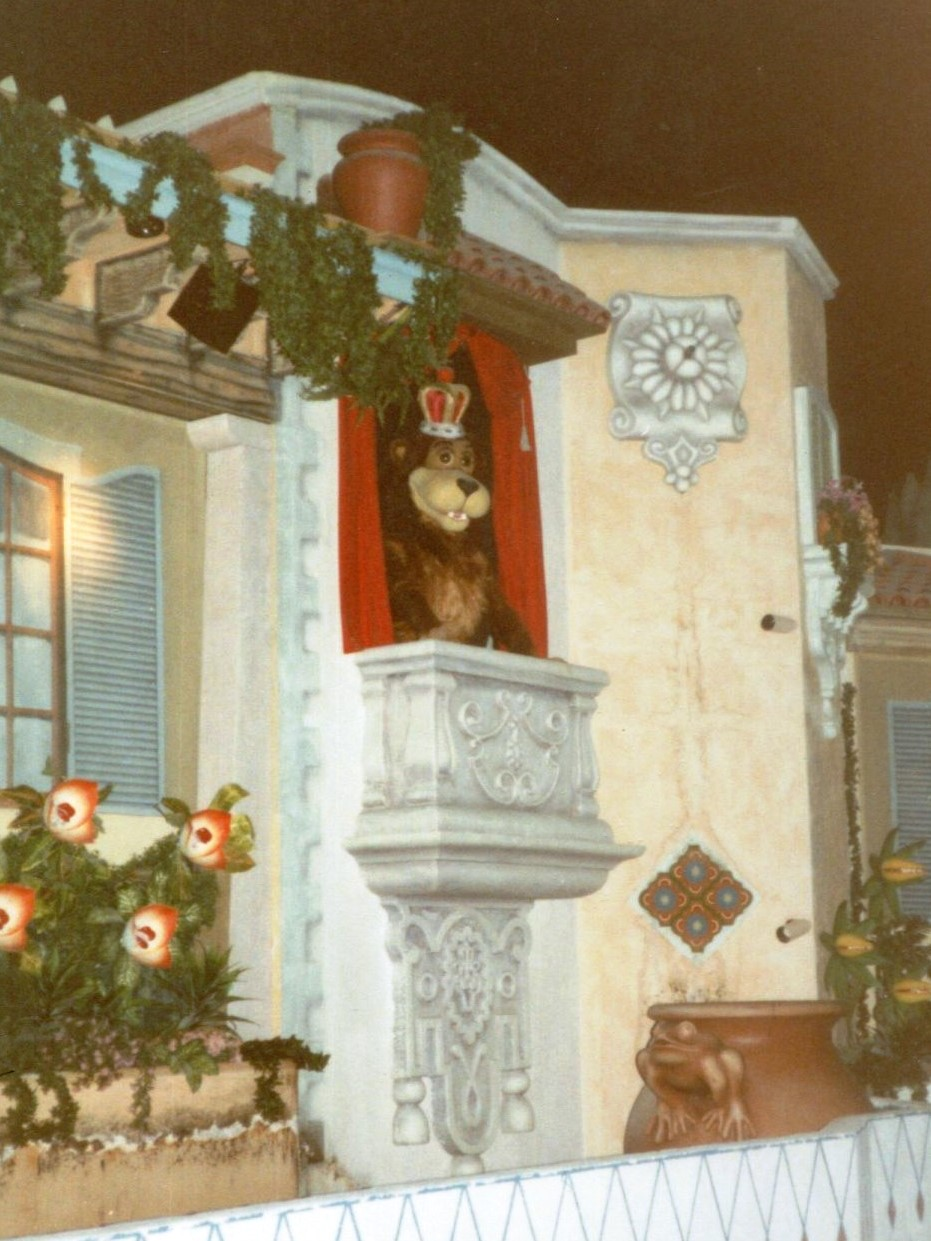

Afbeeldingen